# Сухая Падина
Суха́я Па́дина — хутор в Минераловодском городском округе Ставропольского края России.

## Варианты названия
- Калининталь,
- Сухопадинское[2].

## География
Расстояние до краевого центра: 122 км. Расстояние до районного центра: 24 км.

## История
16-18 октября 1837 Николай I инспектировал территорию нынешнего Ставрополья. Путь его лежал через города Пятигорск и Георгиевск, станицу Александрийскую, села Сухая Падина, Александровское, Калиновское, Сергиевское, хутор Базовый, село Старомарьевское, город Ставрополь, села Верхнерусское, Московское, Донское, Безопасное, Преградное и Медвеженское. 16 октября он осмотрел в Пятигорске все курортные заведения, офицерскую больницу, казармы, церковь. На развитие города император решил ежегодно жертвовать 200 тыс. руб. ассигнациями. Высоко оценивая роль братьев Бернардацци в благоустройстве курорта, царь соизволил лично рецензировать их проекты, одобрив 19; Джузеппе Бернардацци был пожалован драгоценной табакеркой.
По данным на 1927 год состоял из 123 дворов. В административном отношении являлся центром Сухопадинского сельсовета Александрийского района Терского округа:18—19. В марте 1932 года Сухопаденский сельсовет был передан из Георгиевского района в Александровский район.
До 2015 года хутор входил в упразднённый Марьино-Колодцевский сельсовет.

## Население
| 1925 | 1926 | 1989 | 2002 | 2010 | 2014 |
| ---- | ---- | ---- | ---- | ---- | ---- |
| 625  | ↗663 | ↘338 | ↗370 | ↘344 | ↘300 |

По данным переписи 2002 года, 91 % населения — русские.

## Инфраструктура
- Фельдшерско-акушерский пункт. 5 мая 2023 года открыто новое здание[13]

## Люди, связанные с хутором
- Иван Степанович Сундиев (1926—2003) — Герой Советского Союза, уроженец хутора.